# Meilenstein (Merseburg)

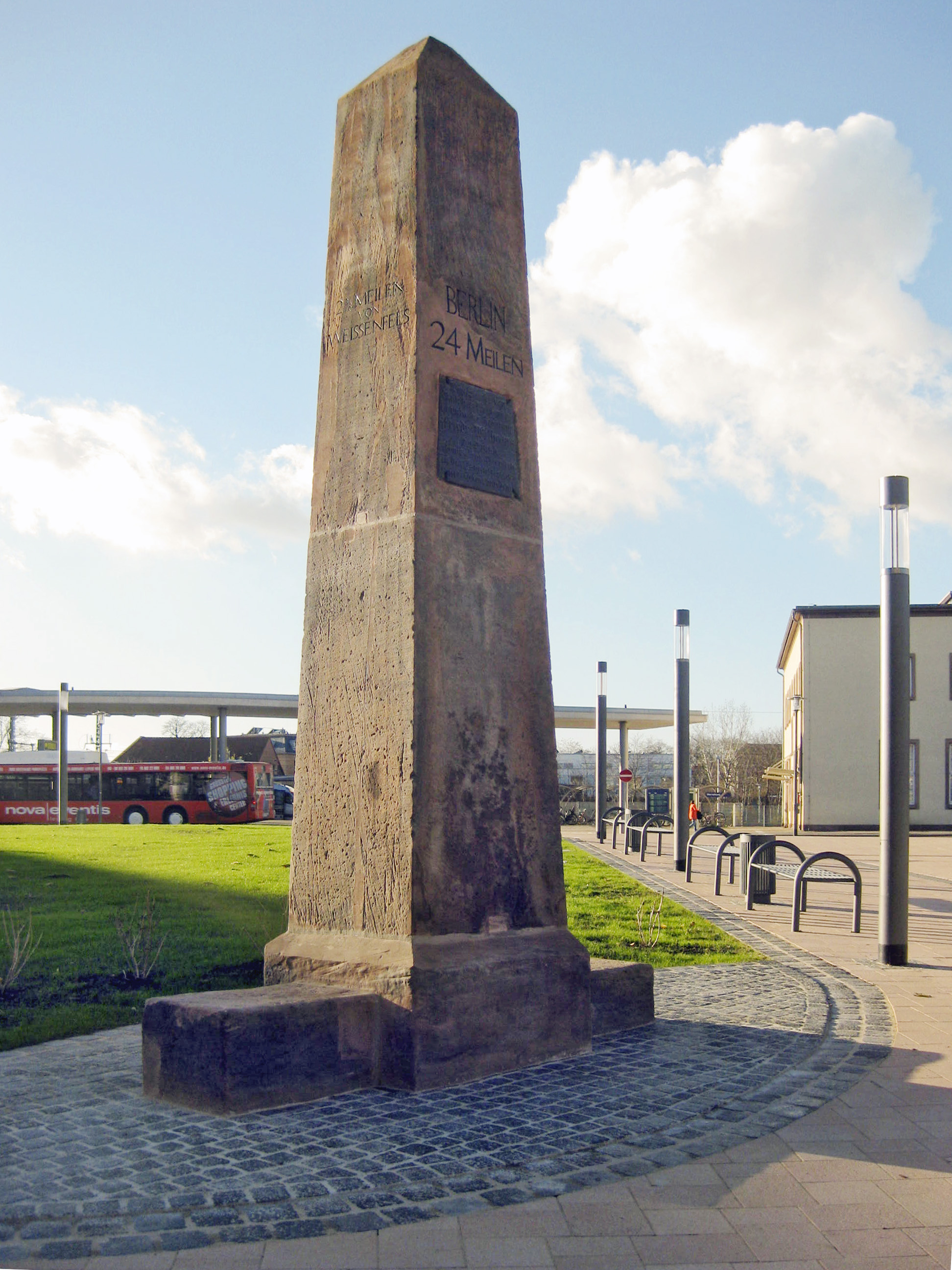
Ganzmeilenstein in Merseburg am neuen Standort (November 2013)

Der Meilenstein in Merseburg im Saalekreis in Sachsen-Anhalt ist ein historischer Ganzmeilenstein, der die Entfernung in preußischen Meilen angibt. Er steht unter Denkmalschutz, da Meilensteine in Sachsen-Anhalt sowohl Verkehrsdenkmale als auch Rechtsdenkmale sind. Der Obelisk steht heute um wenige Meter verrückt im Verlauf der König-Heinrich-Straße am Bahnhofsvorplatz. Er wurde hier im Zuge des Chausseebaus von Halle (Saale) nach Weißenfels im Jahr 1819 errichtet.
Da die Saalestadt damals Hauptsitz des preußischen Regierungsbezirks Merseburg war, wurde ein besonders hoher Obelisk errichtet, so dass das Gesamtmonument mehr als fünf Meter Höhe erreicht. Neben den Entfernungsangaben nach Halle (zwei Meilen entsprechen etwas mehr als 15 Kilometern) und Weißenfels (2 3/8 Meilen sind 17,88 Kilometer) findet sich an dem Stein, dass er 24 Meilen (180,77 Kilometer) von Berlin entfernt steht. Diese Angabe ordnet ihn in das preußische Straßennetz ein, denn sie zeigt, dass die Chaussee von Halle nach Weißenfels als Anschluss an die Chaussee Berlin–Kassel geplant wurde, von der sie am Steintor in Halle abzweigt, wo sich der Ganzmeilenobelisk mit der Inschrift „Berlin 22 Meilen“ befand.

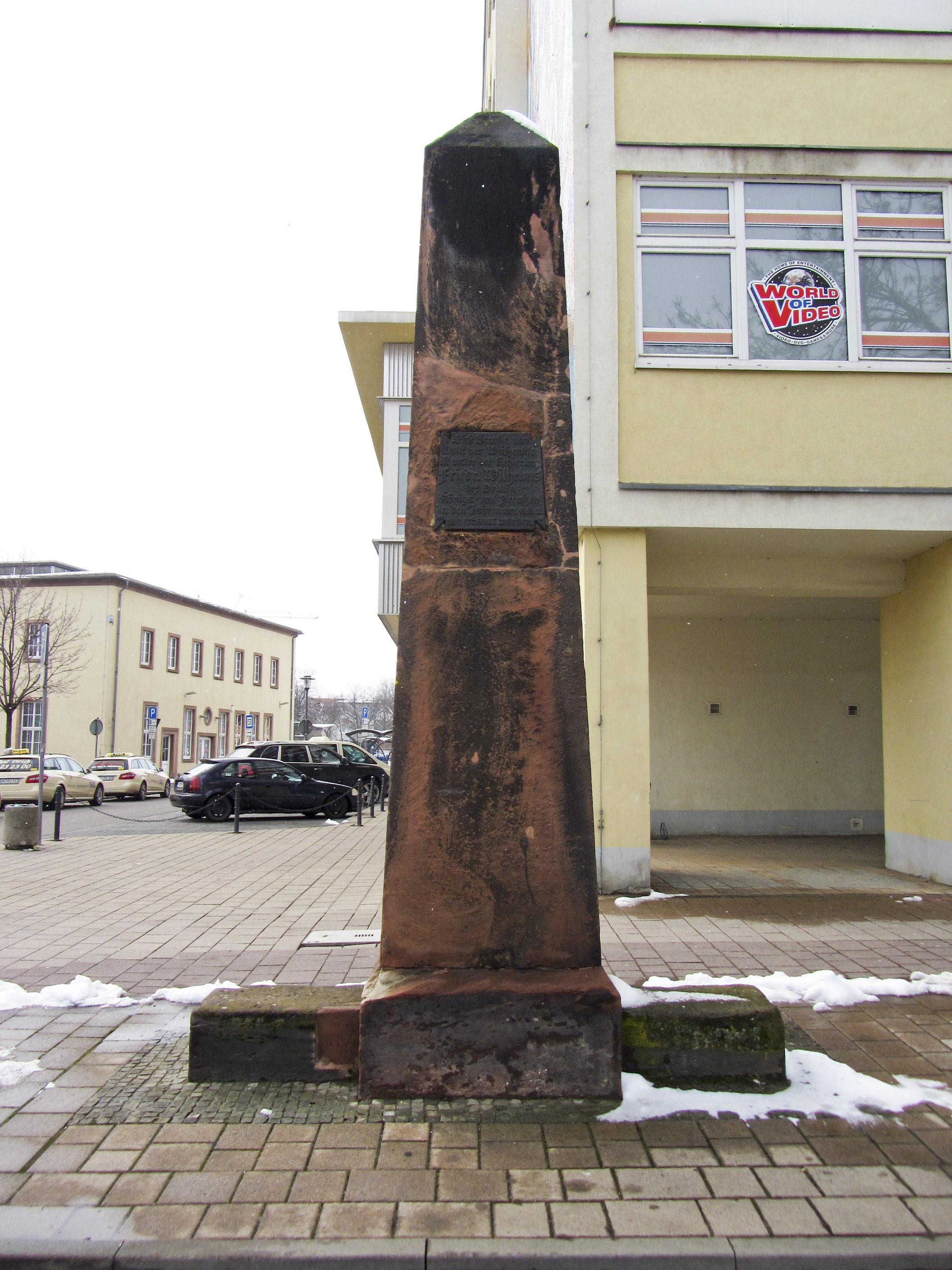
Ganzmeilenstein in Merseburg am ursprünglichen Standort (März 2013)

Im Zuge der Umgestaltung des Bahnhofsvorplatzes in den Jahren 2012 und 2013 wurde der Stein von der Nordostecke des Platzes aus um einige Meter nach Süden versetzt und dabei auch saniert. Durch seine zusätzliche Inschrifttafel („Diese Straße von Halle bis Weißenfels ist unter der Regierung Friedr. Wilhelms des Dritten Königs von Preußen in den Jahren 1817, 1818 u. 1819 erbauet worden.“) stellt der Meilenstein auch ein Straßenbaudenkmal dar. Im Denkmalverzeichnis ist er unter der Erfassungsnummer 094 20217 als Baudenkmal verzeichnet.
Im Norden von Merseburg gab es einen weiteren Meilenstein im Ortsteil Freiimfelde. Dieser Viertelmeilenstein stand an der Halleschen Straße (B 91) gegenüber dem Eingang zum Stadtstadion. Er hatte Würfelform und wurde versehentlich im Jahr 1998 zerstört.